# Condado de Lipsko
Nota linguística: Não confundir hrabstwo (condado) com powiat (divisão administrativa)..
Lipsko (polaco: powiat lipski) é um powiat (condado) da Polónia, na voivodia de Mazóvia. A sede é a cidade de Lipsko. Estende-se por uma área de 747,58 km², com 36 928 habitantes, segundo os censos de 2005, com uma densidade 49,4 hab/km².

## Divisões admistrativas
O condado possui:
Comunas urbana-rurais: Lipsko
Comunas rurais: Chotcza, Ciepielów, Rzeczniów, Sienno, Solec nad Wisłą
Cidades: Lipsko

## Demografia
População (dados de 30 de Junho de 2005):
|          | Total   | Total | Mulheres | Mulheres | Homens  | Homens |
| -------- | ------- | ----- | -------- | -------- | ------- | ------ |
|          | pessoas | %     | pessoas  | %        | pessoas | %      |
| Total    | 36 928  | 100   | 18 480   | 50       | 18 448  | 50     |
| Cidades  | 5888    | 100   | 2978     | 50,6     | 2910    | 49,4   |
| Povoados | 31 040  | 100   | 15 502   | 49,9     | 15 538  | 50,1   |